# احمد سیدامامی
احمد سیدامامی (۱۲۸۱ تبریز - ۱۳۵۲) پزشک، سناتور و نماینده مجلس شورای ملی بود.
مادرش نورالسلطنه دختر مظفرالدین شاه قاجار بود و پدرش میرزا سید کاظم امام‌جمعه تبریز بود. در رشته پزشکی در فرانسه درس خواند و پس از بازگشت به ایران به تدریس در دانشکده پزشکی دانشگاه تهران پرداخت. 
سید امامی در سال ۱۳۲۸ به نمایندگی تبریز به مجلس شورای ملی رفت (دوره شانزدهم). در دوره‌های هجدهم و نوزدهم نیز نماینده  و سپس مدتی معاون وزات بهداری بود. یک دوره هم سناتور انتصابی آذربایجان شرقی شد و تا هنگام درگذشت سناتور بود. او مدتی نیز مجله‌ای پزشکی بهداشتی به نام تندرست منتشر می‌کرد.
احمد سیدامامی با فخرایران ذوالفقاری دختر اسعدالدوله ذوالفقاری ازدواج کرد که فرزندشان کاووس سیدامامی است.